# Tat'jana Anatol'evna Kosinceva
Tat'jana Anatol'evna Kosinceva, scritto anche Tatiana Kosintseva (in russo Татьяна Анатольевна Косинцева?; Arcangelo, 11 aprile 1986), è una scacchista russa, Grande maestro.

## Biografia
Ha vinto il campionato russo femminile nel 2002, all'età di 16 anni, nel 2004 e nel 2007. Ha frequentato, come la sorella maggiore Nadežda, il corso di legge dell'Università di Arcangelo. Ha partecipato a tutte le olimpiadi degli scacchi dal 2002 al 2008, ottenendo sette medaglie: tre d'argento e una di bronzo individuali, due d'argento e una di bronzo di squadra. Nella lista FIDE di aprile 2009 è la decima giocatrice al mondo e la prima della Russia, con 2522 punti Elo.
Altri risultati di rilievo:
- 1996 : seconda al campionato del mondo Under-10 di Cala Galdana, prima al campionato europeo Under-10
- 1997 : seconda al campionato del mondo Under-12 di Cannes
- 2000 : seconda al campionato europeo femminile Under-18 di Kallithea
- 2007 : vince il campionato europeo individuale femminile
- 2009 : vince per la seconda volta il campionato europeo individuale femminile